# Société roumaine de télévision
Pour les articles homonymes, voir TVR.
La société roumaine de télévision, plus connue sous le nom de Televiziunea Română et sous l'acronyme TVR, est la société de télévision publique de Roumanie. Elle est membre de l'Union européenne de radio-télévision et actionnaire de la chaîne d'information Euronews.

## Histoire

### Débuts
Le 31 décembre 1956 est inaugurée la télévision roumaine, partie intégrante de la radiotélévision roumaine, diffusant ses programmes de réveillon en direct (depuis un studio de cinéma abandonné sur la rue Molière, dans le nord de Bucarest) par un émetteur de 22 kW canal 2, qui avait l’antenne placée sur la maison de la presse, la Casa Scânteii. L'année suivante voit arriver plusieurs événements : d'abord, en février, la première transmission extérieure en direct eut lieu, à l’occasion du concert d'Yves Montand à Bucarest ; ensuite, le 5 mai est faite la première transmission sportive en direct, le match de rugby Angleterre – Roumanie. Enfin, le 1er juin a lieu la première transmission pour les enfants du Théâtre Tandarică de Bucarest. En 1958 est lancé le journal télévisé de la TVR.
Le 21 juin 1962, la Roumanie et la Yougoslavie signent un accord pour l’interconnexion de leurs réseaux de télévision. En 1965, Teleenciclopedia (« Télé-encyclopédie »), un programme culturel et une des plus anciennes émissions de télévision roumaine, fait ses débuts. Durant cette partie des années 1960, la TVR couvrait un peu plus de 40 % du territoire national.
En 1968, la TVR déménage dans son nouveau centre de l’Avenue de Dorobanți. Construit par l’architecte Tiberiu Ricci, le nouveau bâtiment était un des plus modernes de l’Europe pour l'époque. Trois grands studios (1, 2 et 3) de 550 à 800 m2, un studio infos de près de 120 m2 (4), deux studios pour les speakerines de 40 m2 (5 et 6) et un studio musical propre de 175 m2. La deuxième chaîne est également créée, le 28 décembre 1968 ; d'abord diffusée en semaine, elle diffusera plus tard le week-end. Sa couverture ne dépasse pas 15 % du territoire cependant.
Le 23 août 1983, la TVR diffuse enfin ses programmes en couleurs : la Roumanie devient ainsi le dernier pays à passer à la télévision en couleur. Bien que le reste des pays de l'est ait adopté le système soviétique (soit un SÉCAM modifié), TVR a choisi le système allemand PAL.

### PériodeCeaușescu

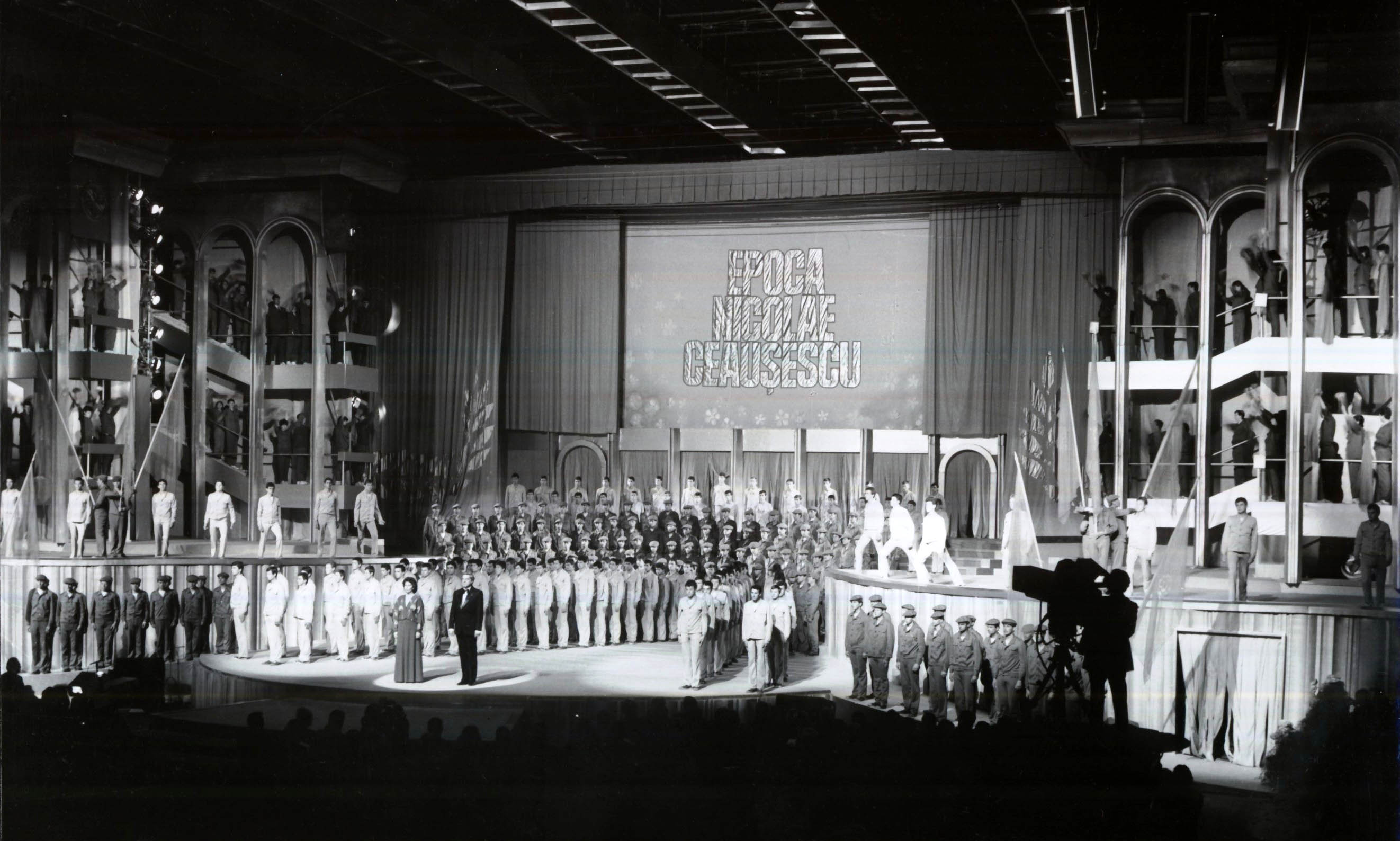
Image d'un programme de propoagande nommé L'Ère Nicolae Ceaușescu, diffusé en 1986.

Bien que la Roumanie fut un régime communiste dès 1945, ce n'est qu'à partir de 1981 que le culte de la personnalité de Nicolae et Elena Ceaușescu commence à se ressentir dans les programmes télévisés. Le 20 janvier 1985, le « programme d'économie d'énergie » est instauré par le régime communiste et durera jusqu'en 1989 : le programme de TVR était sévèrement limité à seulement deux heures par jour en semaine (de 20 h à 22 h), dont la plus grande partie était consacrée au culte de la personnalité des dictateurs. Sur ordre d'Elena, la Deux est arrêtée.

### Changement de régime à aujourd'hui
La TVR diffuse le coup d'État de décembre 1989 en direct du studio 4. Nicolae et sa femme Elena sont exécutés le 25 décembre. La télé publique devient la Televiziunea Română Liberă (« Télévision Roumaine Libre ») pendant quelque temps avant d'être à nouveau nommée TVR en 1990 et passe à un programme normal. Cette même année, la deuxième chaîne commence à réémettre, obligeant la première chaîne à prendre le nom de TVR1.
En 1993, le groupe introduit le télétexte sur l'ensemble des chaînes, et, deux ans plus tard, lance sa chaîne internationale, TVR International, conçue pour la diaspora roumaine. En 1998, le site web tvr.ro est lancé.
En 2002, TVR Cultural, la première chaîne roumaine culturelle, a été lancée, et les chaînes du groupe passent progressivement à la diffusion 24 heures sur 24, à commencer par TVR2. Respectivement en 2003 et 2004, la société inaugure son nouveau Studio Pangratti, de 2 400 m2 (avant d'inaugurer son centre d'informations en 2006), et adopte son identité visuelle actuelle.
2008 fut une année charnière pour la TVR : premières retransmissions en HD lors de l'Euro 2008 ainsi que le lancement de deux nouvelles chaînes : TVR3 et TVR Info.
En raison de la crise financière dans laquelle est plongée la société, TVR Cultural et TVR Info ont cessé d'émettre à l'été 2012, et la dernière fut remplacée trois mois plus tard par TVR News, qui elle-même fermera le 1er août 2015. Cette crise va même jusqu'à obliger l'UER à supprimer à l'entreprise l'accès à ses services pour non-paiement répété de dettes (TVR ayant cumulé 16 millions de francs, soit 14,56 millions d'euros de dettes), le 22 avril 2016. Ainsi, Ovidiu Anton, sélectionné pour le Concours Eurovision de la chanson 2016, ne put représenter son pays avec sa chanson Moment of Silence (« Moment de silence »).

## Activités
La compagnie publique détient à l'heure actuelle quatre chaînes de télévision :
- TVR1, chaîne généraliste ;
- TVR2, également généraliste ;
- TVR3, à vocation régionale (peut être assimilée à France 3) ;
- TVRi, chaîne satellitaire internationale, à destinations des roumains vivant à l'étranger.
- TVR Cultural
- TVR Info
- TVR Folclor
- TVR Sport

Elle possède également 6 antennes régionales (appelées studiouri teritoriale — « studios » : TVR București, TVR Cluj, TVR Târgu Mureș, TVR Iași, TVR Timișoara et TVR Craiova) dont les programmes sont réunis sur TVR3.
TVR HD diffusait jusqu'en 2019, année durant laquelle les deux premières chaînes, TVR1 et 2, ont commencé à retransmettre en HD.
TVR1 couvre, par le réseau national hertzien terrestre analogique (PAL), 99,8 % du territoire, TVR2 91 % et les chaînes régionales environ 26 %. Toutes les autres chaînes TVR et les réseaux de télévision privés émettent par satellite et couvrent seulement les agglomérations urbaines par le câble.

## Identité visuelle
Manquant de stratégie, TVR est tombée après 1990 dans une profonde crise d'identité. Elle en profite pour changer son logo. La crise s'est intensifiée après 1996.
En 1997, TVR Cultural se nomme simplement "Cultural" (les lettres "TVR" disparaissent).
En 1998, TVR International est renommée "TV Roumanie Internationale", avec une identité complètement différente.
En 2001, TVR2 a changé son identité (logo et présentation) pour la quatrième fois. La même année (après trois "rhabillages"), TVR1 est devenu "TV Roumanie 1", avec une nouvelle identité. La nouvelle "Roumanie 1" changera son identité (incluant le logo de la chaîne) trois fois en seulement deux années.
En 2003, la direction a réalisé la gravité de la situation et a commencé un re-habillage controversé (une nouvelle identité a été créée par l'agence britannique English & Pockett et l'agence roumaine Brandient). 
Depuis le 11 juin 2004, TVR a une nouvelle identité. Toutes les chaînes sont renommées "TVR" et ont la même identité.

Version horizontale du logo du 11 juin 2004, utilisée depuis 2008.

## Financement et accusations
TVR est financée par le gouvernement roumain (la partie diffusion terrestre, 23 %), par la publicité (15 %), par d'autres activités (2 %)  et était financée par la redevance audiovisuelle jusqu'en 2017 (à hauteur de 60 %). Cela ne l’a pas empêché d’avoir eu en 2006 un déficit de 6 millions d’euros et en 2007 de 9 millions d'euros (le budget total est évalué à 120 millions d'euros par année).
La diffusion de la publicité sur les chaînes publiques, limitée à 8 minutes par heure et seulement entre les programmes, a été contestée véhément par plusieurs chaînes privées (Pro TV, Antena 1 et Prima TV) qui vivent seulement de la publicité (dans leur cas limité à 12 minutes par heure).
Le conseil d’administration de TVR (13 membres) est nommé par les partis parlementaires (9), le Premier ministre (1), le président de la République (1) et les syndicats de la TVR (2), selon la Loi 41/1994 sur le service public de télévision. Ainsi, il est quasi-politisé.
Dans son histoire post-communiste, la TVR a été accusée plusieurs fois de contrôle gouvernemental et de censure. Les dernières accusations ont été faites entre 2000 et 2004 quand le Parti Social-Démocrate au pouvoir, avait complètement accaparé la rédaction des actualités de la télévision publique.